# Port Phillip City
Koordinaten: 37° 52′ S, 144° 59′ O

City of Port Phillip ist ein lokales Verwaltungsgebiet (LGA) im australischen Bundesstaat Victoria. Port Phillip gehört zur Metropole Melbourne, der Hauptstadt Victorias. Das Gebiet ist 20 km² groß und hat etwa 100.000 Einwohner.
Port Phillip liegt südlich des Stadtzentrums von Melbourne am Nordrand der Port Phillip Bay und enthält 15 Stadtteile: Albert Park, Balaclava, Beacon Cove, Elwood, Garden City, Middle Park, St Kilda, St Kilda East, St Kilda Road, St Kilda West sowie Teile von Port Melbourne, South Melbourne, Ripponlea, Southbank und Windsor. Der Sitz des City Councils befindet sich in St Kilda.
Die City ist Teil des kulturellen Zentrums der Hauptstadt. Wirtschaftlich dreht sich Port Phillip um den Melbourner Hafen, viele Lager- und Verwaltungsgebäude befinden sich vor allem in den Stadtteilen Port Melbourne und South Melbourne. Station Pier in Port Melbourne ist die wichtigste Anlegestelle für Personenschifffahrt in Melbourne sowohl für Fähr- als auch für Kreuzfahrtschiffe.
Im Stadtteil Albert Park befindet sich die Rennstrecke, auf der seit 1996 der Große Preis von Australien in der Formel 1 ausgetragen wird. Der Albert Park Circuit wurde rund um einen See angelegt und ist während des Restes des Jahres Teil einer 2,25 km² großen Parkanlage. Zum Park gehört auch das Melbourne Sports and Aquatic Centre, in dem unter anderem die Wasserspringer bei den Schwimmweltmeisterschaften 2007 ihre Wettbewerbe austrugen.
In St Kilda befindet sich einer von zwei australischen Luna Parks. Eines der Fahrgeschäfte in diesem Vergnügungspark ist die Scenic Railway, die älteste sich ohne Unterbrechung in Betrieb befindliche Achterbahn der Welt.
Der Stadtteil war im frühen 20. Jahrhundert das Zentrum der Unterhaltung in Melbourne. Sehr bekannt ist das Esplanade Hotel, das damals mit Jazz- und Tanzveranstaltungen begann und heute sieben Tage die Woche auf vier Bühnen Auftritte von Musikern und Bands bietet.

## Verwaltung
Der Port Phillip City Council hat sieben Mitglieder, die von den Bewohnern der sieben Wards gewählt werden. Diese sieben Bezirke (Sandridge, Emerald Hill, Albert Park, St Kilda, Alma, Blessington und Ormond) sind unabhängig von den Stadtteilen festgelegt. Aus dem Kreis der Councillor rekrutiert sich auch der Mayor (Bürgermeister) des Councils.